# فابيو بادزاني
فابيو بادزاني (Fabio Bazzani)، (بولونيا، 20 أكتوبر 1976). لاعب كرة قدم إيطالي، ويلعب كمهاجم في نادي سامبدوريا.
بدأ بادزاني مسيرته الاحترافية في عام 1997 مع نادي فينيسيا، وفي فترة لعبه مع فينيسيا أعير إلى نادي فاريزي في موسم 1998/1999 وإلى نادي أريتسو في موسم 1999/2000، وفي موسم 2002/2003 لعب مع نادي بيرودجا ولكنه انتقل إلى نادي سامبدوريا في موسم 2003/2004، وفي يناير2005 أعير إلى نادي لاتسيو، ولكنه عاد إلى ناديه سامبدوريا.
و لعب بادزاني مع منتخب إيطاليا لكرة القدم ثلاث مباريات دولية.

## روابط خارجية
- فابيو بادزاني على موقع قاعدة بيانات كرة القدم.إي يو (الإنجليزية)
- فابيو بادزاني على موقع ناشيونال فوتبول تيمز (الإنجليزية)
- فابيو بادزاني على موقع كووورة